# Nekrolog 1671
Nekrolog
◄◄
| ◄
| 1667
| 1668
| 1669
| 1670
| 1671 | 1672 | 1673 | 1674 | 1675 | ► | ►►
Weitere Ereignisse | Allgemeiner Nekrolog 1671
Die Beschreibung der verstorbenen Person sollte so kurz wie möglich gehalten sein und nur deren signifikante Tätigkeit(en) enthalten.
Neue Namen ggf. auch unter dem Geburts- und Sterbedatum, also etwa unter 1. Januar und im Geburts- und Sterbejahr (2024) eintragen (nur bei entsprechender großer Wichtigkeit). Für Beispiele siehe die schon vorhandenen Artikel.
Außerdem über die fünf zuletzt Verstorbenen, zu denen es einen ausreichend guten Artikel für eine Präsentation auf der Hauptseite gibt, nach der todesbedingten Überarbeitung der Artikel ggf. auch unter Wikipedia Diskussion:Hauptseite informieren und sie am besten auch in den anderen Wikipedia-Sprachversionen eintragen. Tipp: Regelmäßig bei news.google.de nach „ist tot“, „gestorben“ oder „verstorben“ suchen.
Wenn eine Person gestorben ist, gibt es viele Seiten zu dieser Person in der Wikipedia, die davon auch betroffen sind und entsprechend aktualisiert werden müssen. Beispiele: Namenübersichtsseite, Geburtsjahr, Geburtsort-Seiten und viele mehr.
Wie finde ich die betroffenen Seiten?
Im Suchfeld auf der linken Seite gibt man den Suchbegriff so ein: „Vorname Nachname“. Dann klickt man auf Volltext und alle Seiten mit entsprechendem Suchtext werden aufgerufen. Hier sieht man dann schnell, wo auch das Todesjahr Sinn macht oder sogar ein Teil des Artikels angepasst werden muss. Auch hilft das „Werkzeug“ auf der linken Seite sehr gut, um solche Seiten aufzufinden: „Links auf diese Seite“. Somit ist die Wikipedia wieder aktuell in allen Bereichen! Hinweis: bei Eintragung der Kategorie „Gestorben JAHR“ wird der Missbrauchsfilter 49 ausgelöst, was jedoch nicht schlimm ist. Siehe: Spezial:Missbrauchsfilter/49
Dies ist eine Liste von im Jahr 1671 verstorbenen bekannten Persönlichkeiten. Die Einträge erfolgen innerhalb der einzelnen Daten alphabetisch sortiert. Tiere sind im Nekrolog für Tiere zu finden.

## Januar
| Tag        | Name                             | Beruf, bekannt als                                             | Alter | Beleg |
| ---------- | -------------------------------- | -------------------------------------------------------------- | ----- | ----- |
| 1. Januar  | Hardouin de Péréfixe de Beaumont | französischer Geistlicher und Historiker                       |       |       |
| 12. Januar | Sebastian Friedrich Zobel        | hessen-kasselischer Rat und Komitialgesandter                  | 53    |       |
| 18. Januar | Hieronymus von Dorne             | deutscher Jurist, Orientreisender und Stadthauptmann von Mölln | 67    |       |
| 23. Januar | Michael Leister                  | kursächsischer Oberamtmann von Dresden                         | 66    |       |
| 24. Januar | Philipp                          | Fürst von Hohenzollern-Hechingen                               | 54    |       |
| 25. Januar | Heinrich X.                      | Graf Reuß zu Lobenstein, Rektor der Universität Leipzig        | 49    |       |
| 28. Januar | Vollrad Ludolf von Krosigk       | Soldat und Kommunalpolitiker                                   | 50    |       |

## Februar
| Tag         | Name                            | Beruf, bekannt als                                           | Alter | Beleg |
| ----------- | ------------------------------- | ------------------------------------------------------------ | ----- | ----- |
| 11. Februar | Ludwig Compenius                | deutscher Orgel- und Cembalobauer                            |       |       |
| 12. Februar | Hans Gudewerth der Jüngere      | deutscher Bildhauer                                          |       |       |
| 12. Februar | Magdalene von Hessen-Kassel     | Altgräfin zu Salm-Reifferscheid                              | 59    |       |
| 12. Februar | Christoph Schorer               | deutscher Mediziner, Dichter und Astrologe                   | 52    |       |
| 14. Februar | Gotthard von Höveln             | deutscher Jurist, Bürgermeister von Lübeck                   | 67    |       |
| 17. Februar | Menno Hanneken                  | evangelischer Superintendent von Lübeck                      | 75    |       |
| 19. Februar | Agnès Arnauld                   | französische Zisterzienserin, Äbtissin und Klosterreformerin | 77    |       |
| 22. Februar | Adam Olearius                   | deutscher Diplomat und Schriftsteller                        |       |       |
| 23. Februar | Leopold Wilhelm von Baden-Baden | kaiserlicher Feldmarschall                                   | 44    |       |
| 26. Februar | David Gloxin                    | deutscher Bürgermeister und Diplomat                         | 73    |       |

## März
| Tag      | Name           | Beruf, bekannt als                                                              | Alter | Beleg |
| -------- | -------------- | ------------------------------------------------------------------------------- | ----- | ----- |
| 1. März  | Marzio Ginetti | italienischer Geistlicher, Bischof und Kardinal der Römischen Kirche            | 85    |       |
| 15. März | Georg Berlich  | deutscher Stiftssuperintendent, Domherr, Konsistorialrat und Rittergutsbesitzer | 70    |       |
| 30. März | Karl II. Otto  | Pfalzgraf und Herzog von Pfalz-Birkenfeld                                       | 45    |       |
| 31. März | Anne Hyde      | Herzogin von York                                                               | 34    |       |

## April
| Tag       | Name                     | Beruf, bekannt als                                                          | Alter | Beleg |
| --------- | ------------------------ | --------------------------------------------------------------------------- | ----- | ----- |
| 4. April  | Heinrich von Brockdorff  | deutscher Soldat und Politiker                                              | 71    |       |
| 9. April  | Tilemann Olearius        | deutscher lutherischer Theologe und Grammatiker                             | 71    |       |
| 10. April | Johannes Feldthausen     | deutscher Jurist und Ratssekretär der Hansestadt Lübeck                     | 49    |       |
| 10. April | Johannes Worth           | Abt des Klosters Grafschaft                                                 |       |       |
| 13. April | Gottfried Christian Bose | deutscher Lutherischer Theologe                                             | 52    |       |
| 17. April | Bernhard Rottendorff     | deutscher Arzt, Humanist und Universalgelehrter                             | 76    |       |
| 24. April | François Vatel           | französischer Küchenmeister                                                 |       |       |
| 30. April | Fran Krsto Frankopan     | kroatischer Graf und Lyriker, der wegen einer Verschwörung enthauptet wurde | 28    |       |
| 30. April | Franz III. Nádasdy       | ungarischer Kronrichter und General                                         | 49    |       |
| 30. April | Petar Zrinski            | kroatischer Nationalheld                                                    | 49    |       |

## Mai
| Tag     | Name                      | Beruf, bekannt als                                             | Alter | Beleg |
| ------- | ------------------------- | -------------------------------------------------------------- | ----- | ----- |
| 3. Mai  | Walter Rowe               | englischer Komponist und Gambist                               |       |       |
| 8. Mai  | Sébastien Bourdon         | französischer Maler                                            | 55    |       |
| 14. Mai | Alphons Kleinhans         | deutscher Abt                                                  | 64    |       |
| 16. Mai | Dirck van Delen           | niederländischer Maler                                         |       |       |
| 20. Mai | Andreas Heinrich Bucholtz | deutscher Theologe und Schriftsteller                          | 63    |       |
| 22. Mai | Conrad Buno               | deutscher Hofkupferstecher des Herzogs August von Braunschweig |       |       |
| 24. Mai | Paul Neucrantz            | deutscher Arzt und Stadtphysikus der Hansestadt Lübeck         | 65    |       |
| 25. Mai | Arnold Rath               | deutscher Rechtswissenschaftler und Hochschullehrer            | ≈71   |       |
| 29. Mai | Regnerus van Mansveld     | niederländischer Philosoph                                     | 31    |       |

## Juni
| Tag      | Name                        | Beruf, bekannt als                                                                                         | Alter | Beleg |
| -------- | --------------------------- | --- | ----- | ----- |
| 2. Juni  | Sophie Eleonore von Sachsen | Prinzessin aus der albertinischen Linie des Hauses Wettin und durch Heirat Landgräfin von Hessen-Darmstadt | 61    |       |
| 3. Juni  | Felix Platter               | Schweizer Mediziner und Naturforscher                                                                      | 65    |       |
| 9. Juni  | Sebastian von Rostock       | Bischof von Breslau, Oberlandeshauptmann von Schlesien                                                     | 63    |       |
| 16. Juni | Stenka Rasin                | russischer Ataman der Donkosaken                                                                           |       |       |
| 25. Juni | Giovanni Riccioli           | italienischer Theologe, Astronom und Philosoph                                                             | 73    |       |
| 26. Juni | Nikolaus Schmidt-Küntzel    | deutscher Landwirt                                                                                         | 65    |       |
| 27. Juni | Johannes Henichius          | lutherischer Theologe                                                                                      | 55    |       |

## Juli
| Tag      | Name                                   | Beruf, bekannt als                           | Alter | Beleg |
| -------- | -------------------------------------- | -------------------------------------------- | ----- | ----- |
| 2. Juli  | Jacob Jan                              | deutscher Mediziner und Leibarzt             | 67    |       |
| 11. Juli | Adriaen Hanneman                       | niederländischer Maler, Zeichner und Graveur |       |       |
| 14. Juli | Méric Casaubon                         | englischer Autor und Gelehrter               | 71    |       |
| 16. Juli | Mikuláš Drabík                         | mährischer Priester der Mährischen Brüder    | 82    |       |
| 30. Juli | Louis Joseph de Lorraine, duc de Guise | Herzog von Guise                             | 20    |       |

## August
| Tag        | Name                   | Beruf, bekannt als                                | Alter | Beleg |
| ---------- | ---------------------- | ------------------------------------------------- | ----- | ----- |
| 3. August  | Antonio Barberini      | Erzbischof von Reims                              | 63    |       |
| 4. August  | Francesco Colombini    | italienischer Komponist des Barock                | 83    |       |
| 20. August | Johann Philipp Thelott | Kupferstecher und Buchillustrator                 | 32    |       |
| 22. August | Pierre Le Moyne        | französischer Jesuit, Prediger und Schriftsteller | 69    |       |

## September
| Tag           | Name                                    | Beruf, bekannt als                                                                           | Alter | Beleg |
| ------------- | --------------------------------------- | -------------------------------------------------------------------------------------------- | ----- | ----- |
| 1. September  | Hugues de Lionne                        | französischer Diplomat und Außenminister                                                     | 59    |       |
| 14. September | Johann Siegmund von Liebenau            | sächsischer Offizier, Verteidiger der Festung Sonnenstein im Dreißigjährigen Krieg           | 63    |       |
| 20. September | Ovidio Montalbani                       | italienischer Philosoph, Mathematiker, Mediziner, Astronom, Botaniker und Universitätsdozent | 69    |       |
| 21. September | Johann Philipp Fleischbein von Kleeberg | deutscher Kaufmann und Politiker                                                             | 69    |       |
| 27. September | Philippus Baldaeus                      | niederländischer Prediger, Schriftsteller, Proto-Indologe und -Ethnologe                     | 38    |       |
| 29. September | Georg Werner                            | deutscher Rechtswissenschaftler                                                              | 63    |       |

## Oktober
| Tag         | Name                    | Beruf, bekannt als                                                          | Alter | Beleg |
| ----------- | ----------------------- | --------------------------------------------------------------------------- | ----- | ----- |
| 3. Oktober  | Christian Leyser        | deutscher evangelischer Theologe, Superintendent und Philosoph              | 47    |       |
| 5. Oktober  | Joachim Ernst           | Herzog des Herzogtums Schleswig-Holstein-Plön                               | 76    |       |
| 13. Oktober | Otto Otto von Mauderode | braunschweig-lüneburgischer Geheimer Rat                                    | 71    |       |
| 14. Oktober | Pierre Borel            | französischer Mediziner, Botaniker und Chemiker und Leibarzt von Ludwig XIV |       |       |
| 15. Oktober | Lê Huyền Tông           | vietnamesischer Kaiser der restaurierten Lê-Dynastie                        |       |       |
| 26. Oktober | John Gell               | britischer Feldherr und Politiker                                           | 78    |       |
| 29. Oktober | Samuel Mather           | englischer puritanischer Geistlicher und Theologe                           | 45    |       |

## November
| Tag          | Name                                       | Beruf, bekannt als                                 | Alter | Beleg |
| ------------ | ------------------------------------------ | -------------------------------------------------- | ----- | ----- |
| 6. November  | Angelo Celsi                               | italienischer Kardinal                             |       |       |
| 12. November | Thomas Fairfax, 3. Lord Fairfax of Cameron | englischer General                                 | 59    |       |
| 13. November | Jan van Bijlert                            | holländischer Maler                                |       |       |
| 19. November | Hieronymus von Clary und Aldringen         | kaiserlicher Generalfeldwachtmeister               | 61    |       |
| 19. November | Bernhard Link                              | deutscher Zisterzienser, Abt und Historiker        | 65    |       |
| 21. November | Michael Wendler                            | deutscher Moralphilosoph und lutherischer Theologe | 61    |       |

## Dezember
| Tag          | Name                                     | Beruf, bekannt als                                                | Alter | Beleg |
| ------------ | ---------------------------------------- | ----------------------------------------------------------------- | ----- | ----- |
| 1. Dezember  | Hans Erasmus von Tattenbach              | Graf in der Untersteiermark, Beteiligter der Magnatenverschwörung | 40    |       |
| 5. Dezember  | Ulrich                                   | Herzog von Württemberg, Linie Neuenbürg                           | 54    |       |
| 9. Dezember  | Peter Rehbinder                          | deutscher Theologe und Superintendent                             | 62    |       |
| 11. Dezember | Johann Heinrich Hadewig                  | deutscher Theologe, Schriftsteller und Prediger                   | 48    |       |
| 12. Dezember | Sibylle Ursula von Braunschweig-Lüneburg | Fürstin und Schriftstellerin                                      | 42    |       |
| 12. Dezember | Johann Georg Rachalß                     | kursächsischer Oberförster                                        | 41    |       |
| 19. Dezember | Alessandro Sperelli                      | italienischer Geistlicher und Bischof von Gubbio                  | 82    |       |
| 21. Dezember | Johann Theodor Schenck                   | deutscher Mediziner und Botaniker                                 | 52    |       |
| 28. Dezember | Johann Friedrich Gronovius               | deutscher klassischer Philologe und Textkritiker                  | 60    |       |
| 28. Dezember | Joachim Schnobel                         | deutscher Jurist und Hochschullehrer, Stadtsyndikus von Stettin   | 69    |       |
| 30. Dezember | Léon de Saint-Jean                       | französischer Karmelit, Theologe, Hofprediger und Romanist        | 71    |       |

## Datum unbekannt
| Tag | Name                          | Beruf, bekannt als                                                                         | Alter | Beleg |
| --- | ----------------------------- | ------------------------------------------------------------------------------------------ | ----- | ----- |
|     | Diedrich von Brömbsen         | Lübecker Patrizier und Ratsherr                                                            |       |       |
|     | Silvestro Carlone             | italienischer Baumeister und Maurermeister                                                 |       |       |
|     | Jerofei Pawlowitsch Chabarow  | russischer Seefahrer und Entdecker                                                         |       |       |
|     | Albert Curtz                  | bayerischer Ordensgeistlicher, Jesuit, Schriftsteller und Übersetzer, sowie Astronom       |       |       |
|     | Tobias Eberlin                | deutscher Organist                                                                         |       |       |
|     | Michael Conrad Hirt           | Hofmaler                                                                                   |       |       |
|     | Hermann Kröger                | deutscher Orgelbauer                                                                       |       |       |
|     | Muhammad Dipatuan Kudarat     | siebter Sultan von Maguindanao                                                             |       |       |
|     | Dubhaltach Mac Fhirbhisigh    | irischer Historiker                                                                        |       |       |
|     | Johan Palmstruch              | Gründer der ersten europäischen Notenbank                                                  |       |       |
|     | Ida von Plettenberg-Lenhausen | Äbtissin des Stifts Fröndenberg                                                            |       |       |
|     | Johann Christoph Storer       | deutscher Maler                                                                            |       |       |
|     | Andrea Suppa                  | italienischer Maler                                                                        |       |       |
|     | Pawlo Teterja                 | Hetman der rechtsufrigen Ukraine                                                           |       |       |
|     | Hans Christoph von Uechtritz  | schleswig-holsteinischer Hofbeamter                                                        |       |       |
|     | Wassili Rodionowitsch Us      | Anführer des Kosakenaufstandes im Jahr 1666                                                |       |       |
|     | Vasilije Ostroški             | Heiliger der Serbisch-Orthodoxen Kirche                                                    |       |       |
|     | Abraham von Werdt             | Gerbermeister, Herr zu Toffen, Venner und Deutschseckelmeister der Stadt und Republik Bern |       |       |
|     | John Worthington              | britischer Theologe                                                                        |       |       |
|     | Yun Seon-do                   | koreanischer Dichter und Künstler                                                          |       |       |